# Царуш Лілія
Лі́лія Ца́руш (* 2006) — українська снукеристка. Чемпіонка України 2021 року.

## З життєпису
Народилася 2006 року в місті Знам'янка. Почала грати в снукер у віці 13 років. 2019 року вперше взяла участь у Кубку України і вилетіла з кваліфікації.
Лише дещо не дійшла до 1/8 фіналу чемпіонату України-2020 зі снукеру 6-red. Роком пізніше пробилася до фіналу жіночих змагань, який відбувся вперше. Тут її обіграла Маргарита Лісовенко. Ще двічі виходила у фінал 2021 року, де знову зустрілася з Лісовенко. Стала чемпіонкою України в жіночому національному чемпіонаті зі снукеру, обігравши у фіналі Маргариту Лісовенко. На фінальному турнірі Кубка України 2021 року вибула в попередньому раунді.
У лютому 2022 року вийшла у фінал 6-Red національного чемпіонату, програвши Маргариті Лісовенко.
Досягнення
- фіналістка 2021 рік Чемпіонат України (6-red снукер)
- переможниця 2021 рік Чемпіонат України U18
- переможниця 2021 рік Чемпіонат України
- фіналістка 2022 рік Чемпіонат України (6-red)